# Atrax montanus
Espèce
Synonymes
- Poikilomorphia montana Rainbow, 1914

Atrax montanus est une espèce d'araignées mygalomorphes de la famille des Atracidae.

## Distribution
Cette espèce est endémique de Nouvelle-Galles du Sud en Australie. Elle se rencontre dans les Montagnes Bleues jusqu'à Bowral.

## Description
La carapace de la femelle holotype mesure 11,2 mm de long sur 8,6 mm et l'abdomen 13,5 mm de long sur 9,8 mm
Le mâle décrit par Loria, Frank, Dupérré, Smith, Jones, Buzatto et Harms en 2025 mesure 21,87 mm et la femelle 25,4 mm, les mâles mesurent de 19,34 à 25,12 mm et les femelles de 20,99 à 25,4 mm.

## Systématique et taxinomie
Cette espèce a été décrite sous le protonyme Poikilomorphia montana par Rainbow en 1914. Elle est placée en synonymie avec Atrax robustus par Gray en 1978. Elle est relevée de synonymie par Loria, Frank, Dupérré, Smith, Jones, Buzatto et Harms en 2025.

## Publication originale
- Rainbow, 1914 : « Studies in the Australian Araneidae. No. 6. The Terretelariae. » Records of the Australian Museum, vol. 10, p. 187-270 (texte intégral).